# 제임스 그리피스

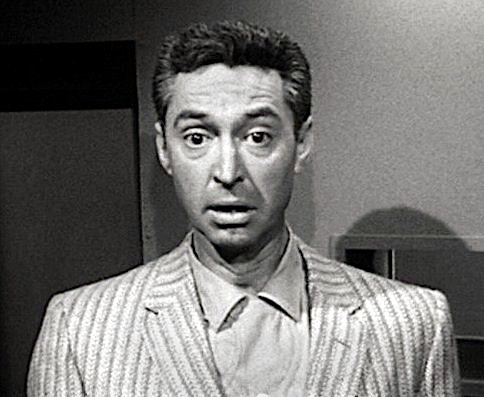

제임스 그리피스(James Griffith, 1916년 2월 13일 ~ 1993년 9월 17일)는 미국의 배우, 각본가, 텔레비전 배우이다.
로스앤젤레스에서 태어났다.

## 방송
- 딜론 보안관

## 영화
- 두 자매의 이상한 여행 (2001년)
- 허클베리 핀의 모험 (1981년)
- 슬리피 할로우의 전설 (1980년)
- 대홍수(영어판) (1976년)
- 세븐 얼론 (1974년)
- 샌프란시스코 수사반 (1972년)
- 119 구조대 (1972년)
- 닥터 게논 (1969년)
- 배트맨 - 66년 TV 시리즈 (1966년)
- 도망자 (1963년)
- 스파타커스 (1960년)
- 알래스카의 혼 (1960년)
- 보난자 (1959년)
- 서부의 파라딘 (1957년)
- 페리 메이슨 (1957년)
- 더 뱀파이어 (1957년)
- 애정이 꽃피는 나무 (1957년)
- 오마르 하이얌 (1957년)
- 애니씽 고즈 (1956년)
- 트리뷰 투 어 배드 맨 (1956년)
- 킬링 (1956년)
- 딜론 보안관 (1955년)
- 샤이안 (1955년)
- 록키 존스, 스페이스 레인저 (1954년)
- 마스터슨 오브 캔사스 (1954년)
- 넬리 (1952년)
- 드럼스 인 더 딥 사우스 (1951년)
- 푸른 면사포 (1951년)
- 영 맨 위드 어 혼 (1950년)
- 홀리데이 어페어 (1949년)
- 론 레인저 - 49년 시리즈 (1949년)
- 오, 아름다운 인형 (1949년)